# ハーバーハイウェイ

ハーバーハイウェイを含めた阪神地域の主な有料道路

ハーバーハイウェイは、神戸港の六甲アイランドからポートアイランドに至る、延長10.5kmの有料道路である。

## 概要
神戸港の主要な地区である六甲アイランド、摩耶埠頭、ポートアイランドを複数の橋梁で結び、埠頭間の交通円滑化を目的に建設された。
道路法による道路ではなく、港湾施設として神戸市港湾局（旧みなと総局）が管理する、港湾法上の臨港交通施設（臨港道路）である。神戸市港湾施設条例にもとづき設置され、条例上の名称は港湾幹線道路である。
埠頭間の交通円滑化という臨港道路の本来の目的に加え、阪神高速道路5号湾岸線と3号神戸線の接続、5号湾岸線とポートアイランド・神戸空港（マリンエア）・三宮方面などをつなぐ役割ももつ。
自動車専用道路ではない（標識は青色）ため、原付や125cc以下の自動二輪車も走行できる。制限速度は60km/h。
大阪湾岸道路西伸部のルート選定の際に本道路を編入する案も検討されたが、道路規格が低いため改築に多大な費用が掛かり改築中は他の道路の渋滞が予想されることから、本道路とは別に六甲アイランドとポートアイランドを直接架橋するルートが選定された。

## 沿革

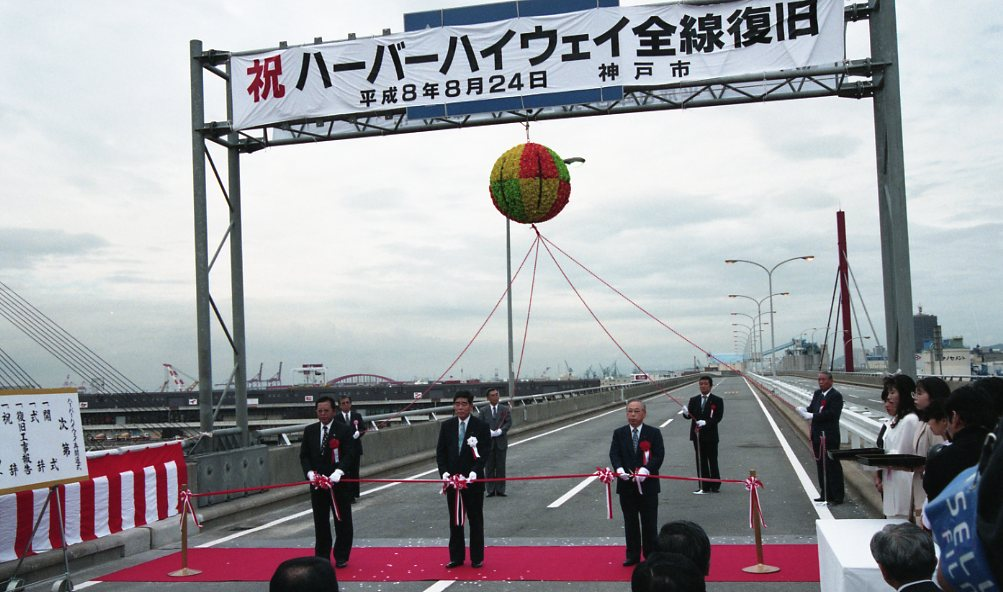
ハーバーハイウェイ全面復旧セレモニー

- 1970年（昭和45年）4月10日 - 神戸大橋下側4車線開通[2]
- 1977年（昭和52年）11月19日 - 新港地区 - 摩耶埠頭間の上部東行き(2.2 km)2車線開通[2]
- 1979年（昭和54年）9月14日 - 新港地区 - 摩耶埠頭間の下部西行き(2.2 km)2車線開通[2]
- 1983年（昭和58年）3月30日 - 六甲大橋全面開通[2]
- 1983年（昭和58年）8月8日 - 六甲アイランド - 高羽間の東行き開通[2]
- 1984年（昭和59年）6月27日 - 六甲アイランド - 高羽間の西行き開通[2]
- 1993年（平成5年）2月8日 - 摩耶ランプ - 高羽ランプ間が開通し[3]、これにより全線開通[4]。
- 1994年（平成6年）12月27日 - 摩耶ランプ東行き供用開始（フルインター化）[2]
- 1995年（平成7年）1月17日 - 阪神・淡路大震災の発生に伴い橋脚の多くに亀裂が入り、不通となる[4]。
- 1996年（平成8年）8月24日 - 震災被害から全面復旧する[4]。
- 1997年（平成9年）12月15日 - 住吉浜わたり線が開通し、阪神高速5号湾岸線に直結[5]
- 1998年（平成10年）2月1日 - 新港ランプ供用開始[2]
- 2001年（平成13年）11月1日 - 大型車の通行料金引き下げ[2]
- 2014年（平成26年）5月1日 - 消費税率の改定に伴い、1区間料金と回数券料金を引き上げ（2区間料金は据え置き）[6]
- 2019年（令和元年）10月1日 - 消費税率の改定に伴い、2区間料金と回数券料金を引き上げ（1区間料金は据え置き）[7]
- 2021年（令和3年）3月29日 - 夜間（20時から翌朝8時）の1区間料金を無料化[8]
- 2024年（令和6年）4月1日 - ETC導入、夜間1区間無料化終了、125ccを超える自動二輪車有料化、並行する摩耶大橋無料開放[9]

## インターチェンジなど
- 全区間兵庫県神戸市内に所在。

| 施設名                         | 接続路線名 | 起点から (km) | 備考 | 所在地 |
| ------------------------------ | --- | ------------- | --- | ------ |
| 六甲大橋・六甲アイランド方面   | |               | |        |
| 住吉浜出入口                   | 阪神高速5号湾岸線 |               | ポートアイランド方面出入口のみ 住吉浜わたり線を経由して5号湾岸線に接続 わたり線の東行きには阪神高速の入口料金所、西行きには出口乗継券発行所がある | 東灘区 |
| 高羽ランプ                     | 阪神高速3号神戸線（摩耶出入口）（間接接続） 国道43号（間接接続） 兵庫県道95号灘三田線（間接接続）                        |               | 六甲アイランド方面出入口のみ これより東は無料、西は有料                                                                                           | 東灘区 |
| 摩耶ランプ 本線料金所          | 阪神高速3号神戸線（摩耶出入口）（間接接続） 国道2号（間接接続） 国道43号（間接接続） 兵庫県道491号摩耶埠頭線（直接接続） |               | 本線上と4ヶ所の出入口それぞれに料金所がある | 灘区   |
| 新港ランプ                     | 阪神高速3号神戸線（京橋出入口）（間接接続） 国道174号（間接接続） 国道2号（間接接続）                                    |               | 六甲アイランド方面出入口のみ | 中央区 |
| 神戸大橋・ポートアイランド方面 | |               | |        |

## 構造物

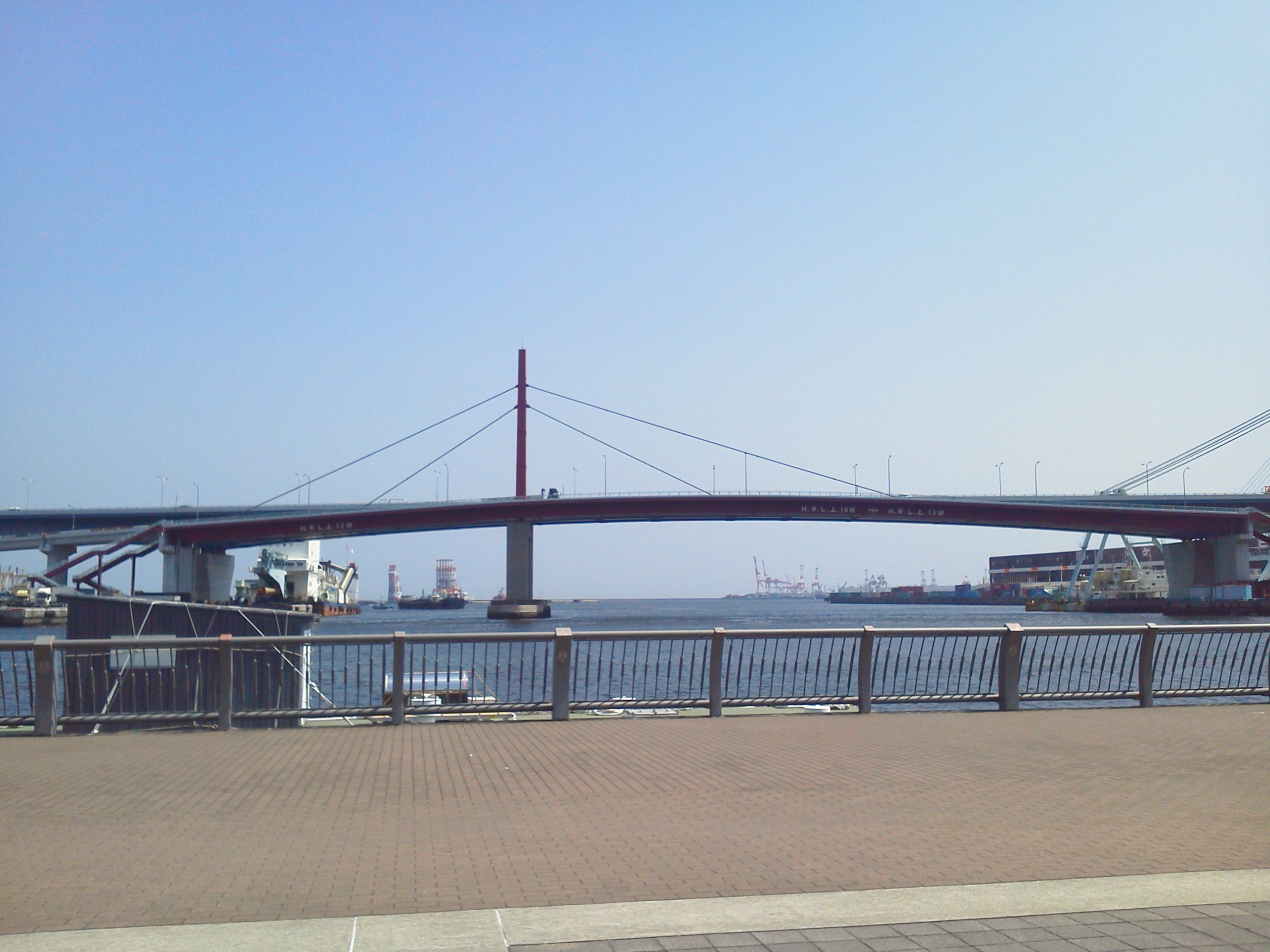
ハーバーハイウェイ（摩耶大橋）

- 六甲大橋 - 六甲アイランドと住吉浜を結ぶ。1977年土木学会田中賞受賞
- 灘大橋 - 住吉浜と灘浜を結ぶ。1983年土木学会田中賞受賞
- 灘浜大橋 - 灘浜と摩耶埠頭を結ぶ。1992年土木学会田中賞受賞
- 第二摩耶大橋 - 摩耶埠頭と新港東埠頭を結ぶ。摩耶大橋と並行している。1975年土木学会田中賞受賞
- 神戸大橋 - 新港第4突堤とポートアイランドを結ぶ。1970年土木学会田中賞受賞

## 通行料
| 区間                                                | 料金  | 備考 |
| --------------------------------------------------- | ----- | ---- |
| 六甲アイランド・阪神高速5号湾岸線 - 高羽ランプ      | 無料  |      |
| 高羽ランプ - 新港ランプ・ポートアイランド           | 300円 |      |
| 高羽ランプ - 摩耶ランプ（東区間）                   | 150円 |      |
| 摩耶ランプ - 新港ランプ・ポートアイランド（西区間） | 150円 |      |

※ 大型車・普通車、125CCを超える自動二輪車とも同料金、原付自転車は全区間無料
2024年3月31日以前は、ETCや自動精算機・料金自動収受機は設置されておらず料金所職員に支払う形を取っていた。2000年から2021年3月28日まで、有料にもかかわらず摩耶ランプの出入口料金所は20時から翌朝8時までは係員が不在となり（本線料金所には係員配置）、料金所に置かれた鉄製の箱に料金を投入することとされていて遮断機もなかったことから、夜間時間帯は料金を支払わず通過するのが常態化していた。これが市議会でも問題視されたが、交通量の少ない夜間に全料金所に係員を配置すると費用倒れとなることから、市条例を改正のうえ、2021年3月29日からETCの設置までの間、夜間に1区間だけ通行する場合は無料とされた。
2024年3月31日以前は、摩耶大橋と共通の回数券が利用できた。1冊125枚つづりが10,500円、1冊300枚つづりが22,000円であり、1区間通行する場合は1枚、2区間通行する場合は2枚または1枚と現金110円を収受員に手渡す。この他、神戸港の振興策として一定の事業者からの減免申請に基づき、別途規定枚数の「通行券」が交付されていた。ETC導入に伴い2024年2月29日をもって回数券の販売は終了し、同年4月1日以降は使用できなくなった。ETC導入と合わせて、並行する摩耶大橋は無料開放された。
阪神高速道路により3号神戸線と5号湾岸線との乗り継ぎルートに指定されているが、本路線の料金は別途支払う必要がある。
2024年10月1日に1区間150円、2区間300円へ値上げされた。

### ETCについて
2024年4月1日にすべての料金所に導入された。